# Besny-et-Loizy
Besny-et-Loizy ist eine französische Gemeinde mit 314 Einwohnern (Stand: 1. Januar 2022) im Département Aisne in der Region Hauts-de-France (vor 2016: Picardie); sie gehört zum Arrondissement Laon und zum Kanton Laon-1.

## Geographie
Die Gemeinde Besny-et-Loizy liegt vier Kilometer nordwestlich von Laon. Umgeben ist Besny-et-Loizy von den Nachbargemeinden Vivaise im Norden, Aulnois-sous-Laon im Nordosten, Laon im Osten und Süden, Cerny-lès-Bucy im Südwesten sowie Crépy im Westen.

## Bevölkerungsentwicklung
| Jahr                       | 1962 | 1968 | 1975 | 1982 | 1990 | 1999 | 2006 | 2014 | 2021 |
| Einwohner                  | 245  | 233  | 259  | 308  | 314  | 350  | 350  | 361  | 322  |
| Quellen: Cassini und INSEE |      |      |      |      |      |      |      |      |      |

## Sehenswürdigkeiten

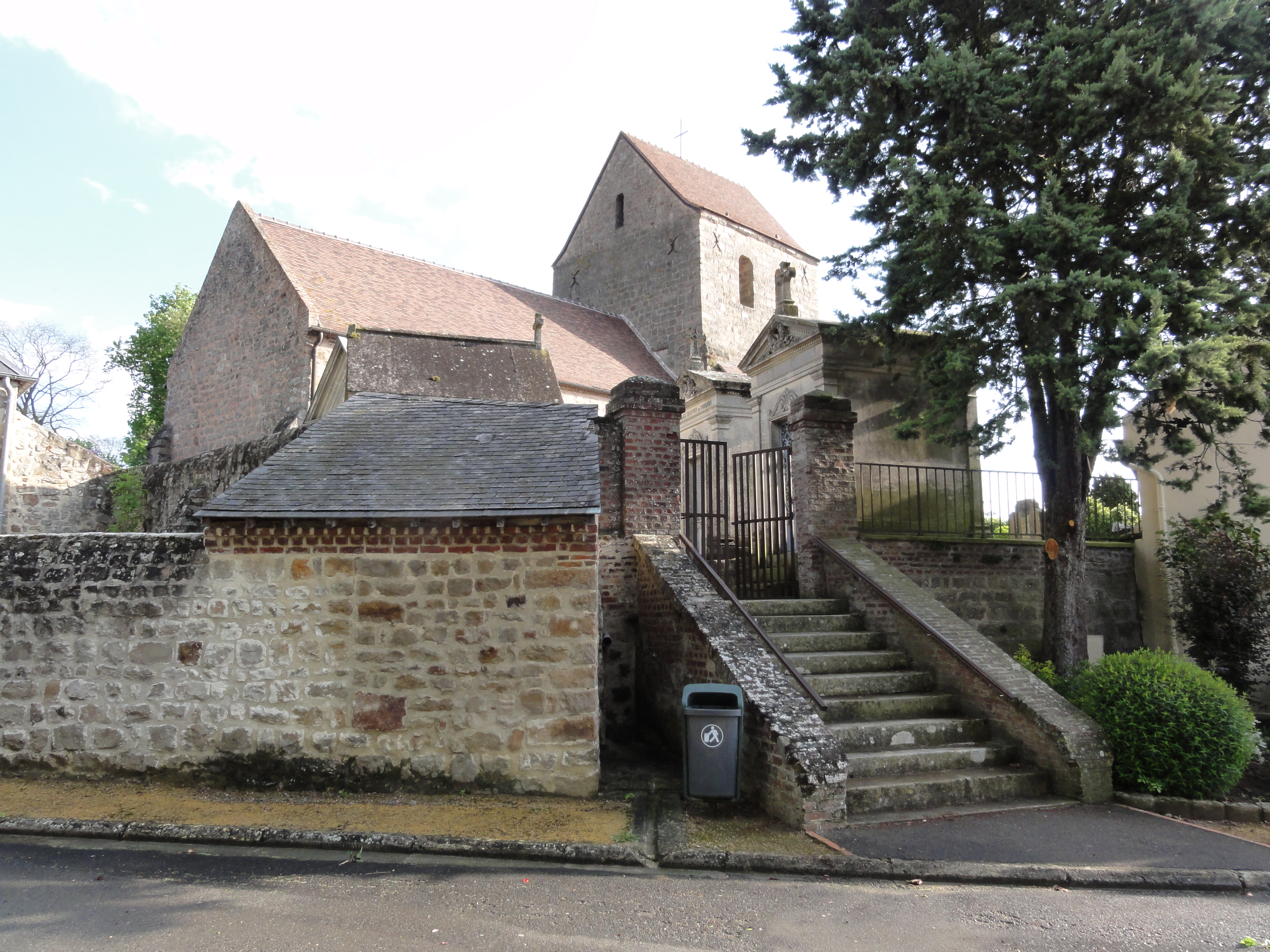
Kirche Saint-Martin
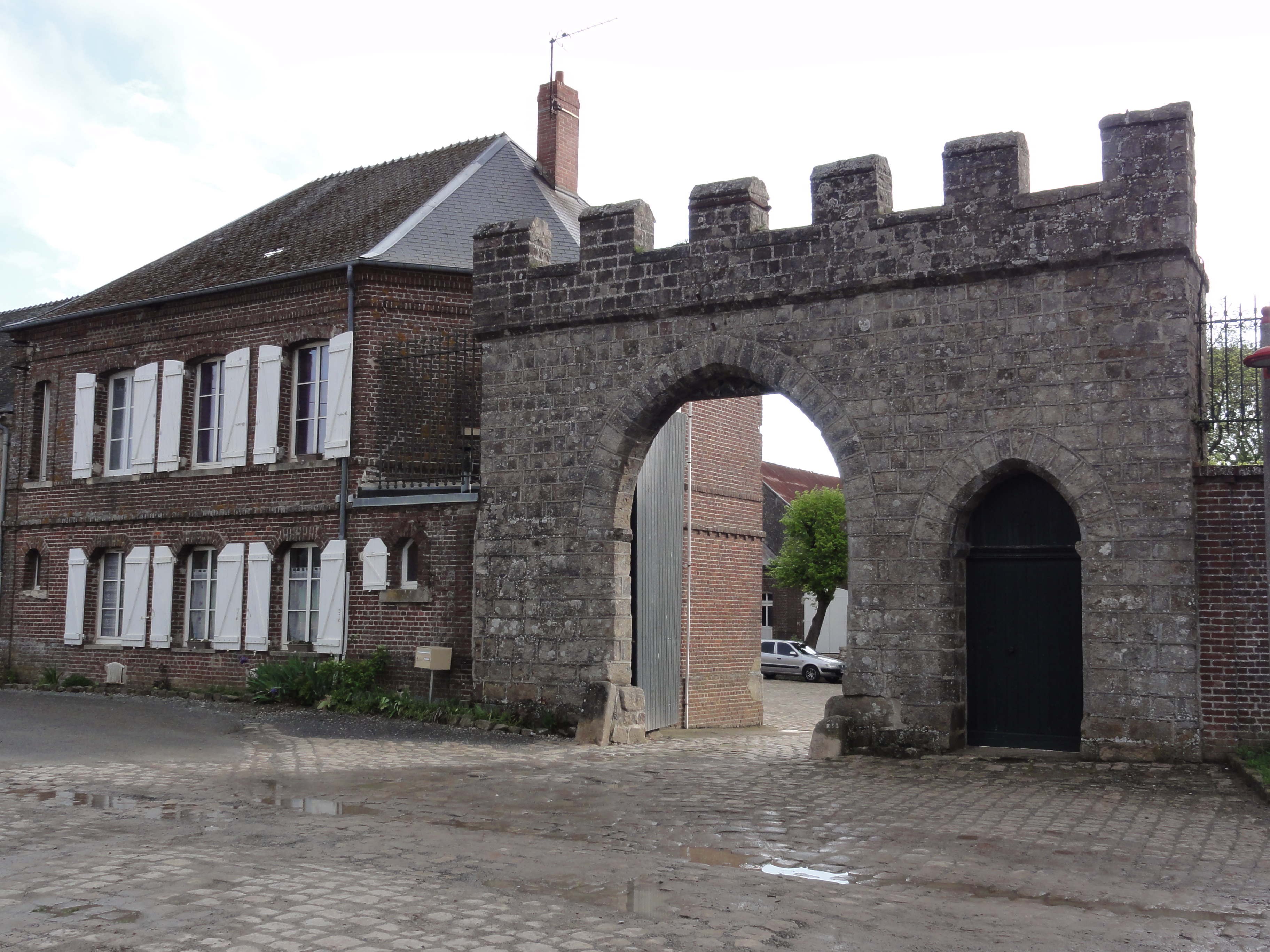
Monumentaltor
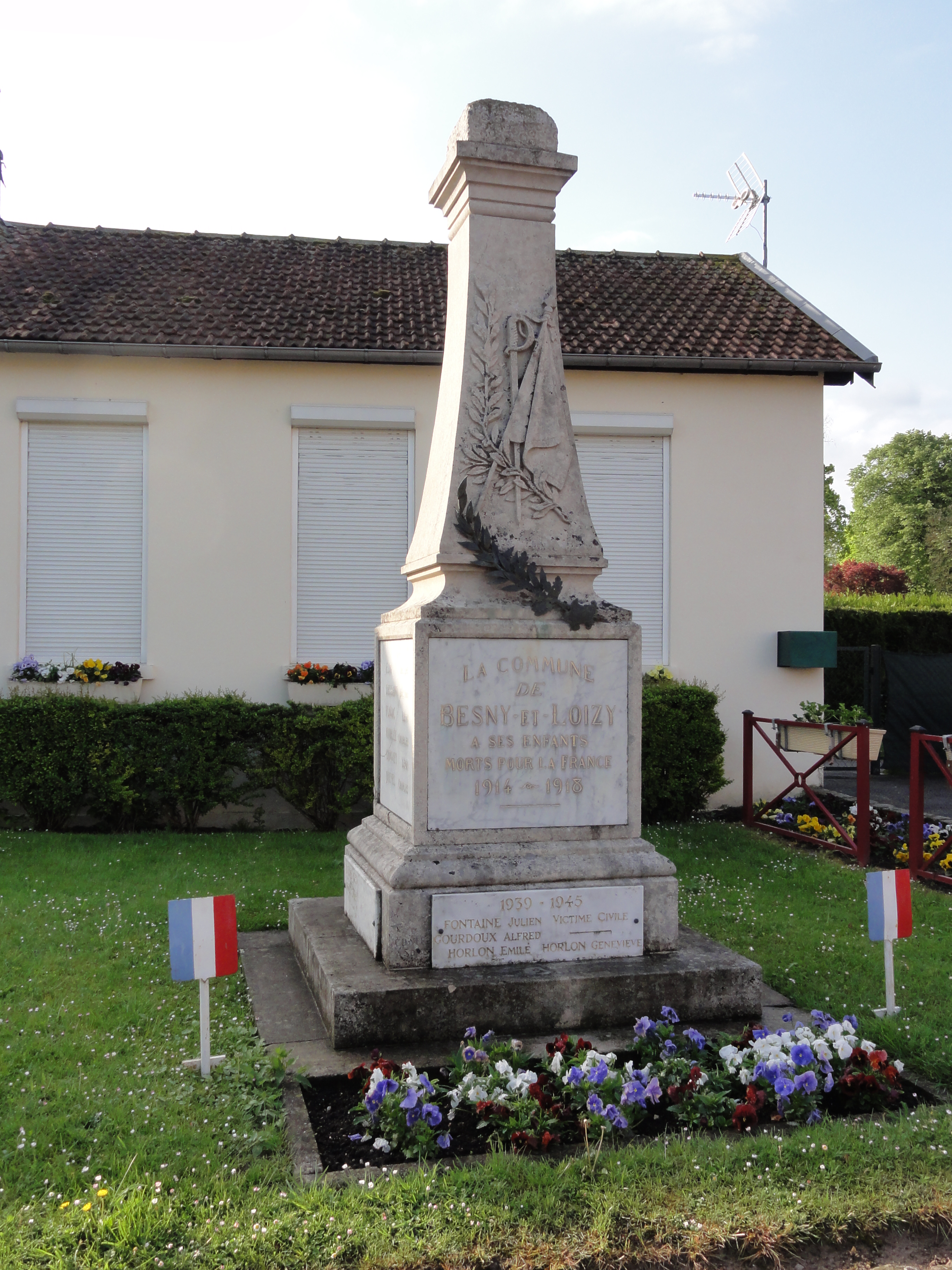
Gefallenendenkmal

- Kirche Saint-Martin
- Monumentaltor
- Gefallenendenkmal